# 開創者
《開創者》（英語：My Secret, Terrius）是2023年中視八點檔連續劇，故事講述台灣保全業的起源和發展，改編自中保科技集團創辦人林孝信的真實故事，是台灣首部以保全業為題材的職人劇。由温昇豪、蔡淑臻、李國毅、安心亞主演。此劇於2023年5月開拍，10月24日在中視主頻首播，線上由LINE TV、KKTV、Hami Video跟播，11月全劇殺青。2024年5月30日全劇在Netflix上線。

## 劇情大綱
留學日本的江永信（温昇豪飾演，原型林孝信）學成歸國後將保全業引進台灣，創立台灣第一家保全公司勤信保全（原型中興保全）。他與妻子莊蕙蘭（安心亞飾演，原型莊素珠）、助手吳明麗（蔡淑臻飾演，原型徐蘭英），以及業務張碩（李國毅飾演，原型磊哥）攜手打拼，四人一起歷經創業的艱辛和保全業的興衰起伏。

## 主要演員
- 温昇豪飾演江永信[12]
- 蔡淑臻飾演吳明麗[12]
- 李國毅飾演張碩[12]
- 安心亞飾演莊蕙蘭[12]
- 陳奕飾演高興[12]
- 吳婉君飾演張佩君[12]
- 江宏恩飾演江永誠[12]
- 林在培飾演江義[12]
- 張瓊姿飾演江鄭清秀[12]
- 張天霖飾演陳建偉[12]
- 韓宜邦飾演鞏志豪[12]

## 電視劇歌曲
片頭曲〈開創者〉由陳建寧創作，他與阿沁、莫凡新、Alain（郝柏翔），四人組成限定的「開創者樂團」，為該曲獻唱。而片尾曲〈感恩的心〉是中視於1994年播出的日本電視劇《阿信》的片尾曲，原唱是歐陽菲菲，2023年由劉夢潔重新翻唱。

## 電視節目的變遷
| 臺灣 中視主頻 週一至週五 20:00 - 22:00          | 臺灣 中視主頻 週一至週五 20:00 - 22:00        | 臺灣 中視主頻 週一至週五 20:00 - 22:00 |
| ----------------------------------------------- | --------------------------------------------- | -------------------------------------- |
|                                                 | 開創者 （2023年10月24日－2023年12月18日）     |                                        |
| 女兒大人加個賴 （2023年8月1日－2023年10月23日） | 仙女姐姐來我家 （2023年12月19日－2024年2月2） |                                        |

## 外部連結
- 開創者—中視
- 開創者 （页面存档备份，存于）—LINE TV
- 開創者 （页面存档备份，存于）—KKTV
- 開創者 （页面存档备份，存于）—Hami Video
- 在Netflix上觀看《開創者》